# Nuestro amor (canción de RBD)
«Nuestro amor» (en inglés: «Our Love») es el primer sencillo del segundo álbum de estudio del grupo pop mexicano RBD, Nuestro amor. La canción fue utilizada también para promover la segunda temporada de la telenovela Rebelde. 
«This is love», la versión en inglés de «Nuestro amor», aparece en el 2006 con el primer álbum de estudio de RBD en inglés, Rebels. La versión en portugués se llama «Nosso amor» y fue lanzado como sencillo en Brasil. Un vídeo musical especial para esta versión de la canción fue planeado, pero fue desechado.

## Video musical
El video musical de la canción fue filmado a principios de agosto del 2005 en Pedregal, Distrito Federal, México, y fue dirigido por Amin Azali. Fue su primer video dirigido por Amin Azali y se estrenó en septiembre en los EE. UU. y México.
El vídeo habla de una cita que las chicas y los chicos de RBD tienen. Este video comienza con una llamada telefónica entre Dulce María y Christopher; Dulce se encuentra en el baño y Christopher en la ventana. Entonces las chicas se visten elegantemente para la noche siguiente que van a tener. 
También muestra a los miembros masculinos preparándose para una cena romántica en una casa japonesa de aspecto similar, donde los chicos las buscan. Por último, la banda camina, se sientan, cantan, disfrutan de la luz de la luna y extrañamente, comparten varias botellas de leche de las que beben.

## Posicionamiento
La canción se convirtió en el quinto mayor éxito de RBD en México. Alcanzó el número dos en el Billboard Hot Latin Pop Airplay y el número seis en la lista Top 50 Latin Tracks gráfico y América Tropical Airplay. La canción también alcanzó el puesto número 33 en la semana 10 en las listas de Rumanía.
| Listas (2005)                 | Posición |
| ----------------------------- | -------- |
| U.S. Billboard Latin Songs    | 6        |
| U.S. BillboardLatin Pop Songs | 2        |
| Brasil Top 20                 | 1        |
| México Top 100                | 2        |
| Top 40 Latino                 | 4        |
| Colombian Airplay Chart       | 7        |
| Ibero América Top 100         | 8        |
| Rumania singles Charts        | 33       |
| World Latin Top 30 Singles    | 2        |